# كيان القدس المستقل

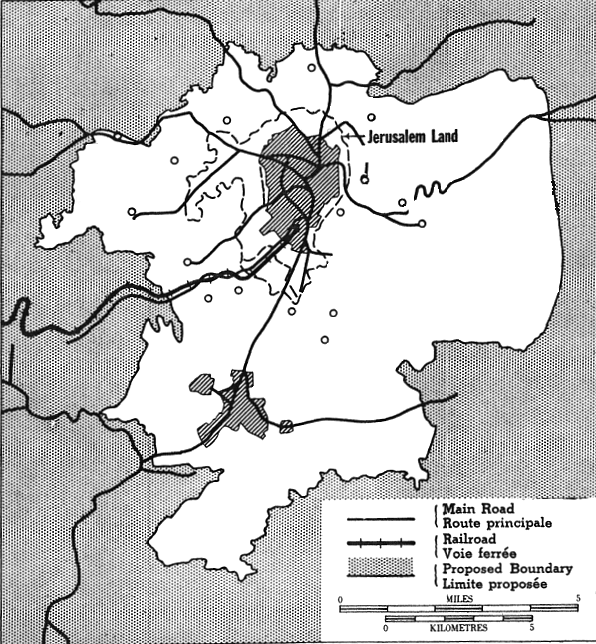
صورة لخريطة كيان القدس المستقل في عام 1947

كيان القدس المستقل أو كوربوس سيبارتوم Corpus separatum (اللاتينية لـ «الجسم المنفصل») منطقة القدس في خطة الأمم المتحدة لتقسيم فلسطين لعام 1947. وفقًا للخطة، ستوضع المدينة تحت نظام دولي، مما يمنحها وضعًا خاصًا بسبب أهميتها الدينية المشتركة. كانت corpus separatum واحدة من القضايا الرئيسية لمؤتمر لوزان لعام 1949، إلى جانب الحدود الأخرى ومسألة حق عودة اللاجئين الفلسطينيين. اعتمدت الجمعية العامة الخطة بأغلبية الثلثين، على الرغم من فشل تنفيذها في الوقت الحاضر، فإن الرأي القائل بأن القدس يجب أن تكون عاصمة كلا من إسرائيل وفلسطين يحظى بتأييد دولي واسع. طبيعة نظام القدس الخاص: يقام في مدينة القدس وضواحيها كيان سياسي منفصل (Corpus Separatum) تتولى الأمم المتحدة إدارته عبر مجلس وصاية معين من قبلها.

## التاريخ
ترجع أصول مفهوم corpus separatum أو مدينة القدس الدولية إلى مكانة الفاتيكان في القدس واهتمامها بحماية الأماكن المقدسة المسيحية في الأراضي المقدسة، التي سبقت الانتداب البريطاني. استندت مطالبات الفاتيكان ومصالحها التاريخية، وكذلك مصالح إيطاليا وفرنسا، إلى محمية الكرسي الرسولي السابقة والمحمية الفرنسية للقدس، والتي تم دمجها في المادة 95 من معاهدة سيفر (1920)، التي تضمنت إعلان بلفور، ولكنه نص أيضًا: «من المفهوم بوضوح أنه لن يتم القيام بأي شيء قد يضر بالحقوق المدنية والدينية للمجتمعات غير اليهودية الموجودة في فلسطين». تم أيضًا تضمين إعلان بلفور والشرط في الانتداب الفلسطيني (1923)، ولكنه نص أيضًا في المادتين 13 و14 على إنشاء لجنة دولية لحل المطالبات المتنافسة في الأماكن المقدسة. لقد فقد هؤلاء المطالبون رسمياً جميع حقوق الاستسلام بموجب المادة 28 من معاهدة لوزان (1923). ومع ذلك، لم تمنح بريطانيا أي تأثير على أحكام الانتداب المادتين 13 و14. أثناء صياغة المقترحات التي توجت بخطة الأمم المتحدة للتقسيم لفلسطين (المعروف أيضًا باسم القرار 181) في عام 1947، تم إحياء المطالبات التاريخية للفاتيكان وإيطاليا وفرنسا، وتم التعبير عنها كدعوة للنظام الدولي الخاص ل مدينة القدس. من وجهة نظرهم، كان هذا أساسًا لحماية الأماكن المقدسة المسيحية. وقد تم تأكيد هذا أيضًا في قرار الجمعية العامة للأمم المتحدة رقم 194 في عام 1948، والذي حافظ على الموقف المتمثل في جعل القدس مدينة دولية،  تحت إشراف الأمم المتحدة.
أيد البابا بيوس الثاني عشر هذه الفكرة في عام 1949 في المنشور Redemptoris nostri cruciatus. تم اقتراحه مرة أخرى خلال حُليمات يوحنا الثالث والعشرين وبول السادس وجون بول الثاني وبنديكت السادس عشر. كرر الفاتيكان هذا الموقف في عام 2012، واعترف «بالهوية والشخصية المقدّسة» في القدس، ودعا إلى حماية حرية الوصول إلى الأماكن المقدسة في المدينة من خلال «قانون خاص مضمون دوليًا». بعد أن اعترفت الولايات المتحدة بالقدس عاصمة لإسرائيل في ديسمبر 2017، كرر البابا فرانسيس موقف الفاتيكان: «أود أن أوجه نداء صادقًا لضمان التزام الجميع باحترام الوضع الراهن للمدينة، وفقًا للقرارات ذات الصلة الصادرة عن الأمم المتحدة.» 
مع وجود العديد من الأماكن المقدسة وارتباطها بثلاثة أديان عالمية، كان للقدس أهمية دولية. أرادت الأمم المتحدة الحفاظ على هذا الوضع بعد إنهاء الانتداب البريطاني وضمان إمكانية الوصول إليه. لذلك، اقترحت الجمعية العامة إصدار أمر تفصيل، كما هو موضح في القرار 181. كانت «تحت نظام دولي خاص وتديره الأمم المتحدة». ستكون الهيئة القائمة بالإدارة هي مجلس الوصاية التابع للأمم المتحدة، وهو أحد أجهزة «ميثاق» الأمم المتحدة الخمسة. (انظر القرار 181، الجزء الثالث (أ).)
العرب يريدون فعلا استعادة الوضع السابق على أنها مدينة مفتوحة تحت السيادة العربية، ولكن في نهاية المطاف بدعم قائما بذاته. رفضت إسرائيل الخطة ودعمت مجرد نظام دولي محدود. في مايو 1948، أخبرت إسرائيل مجلس الأمن إعتبار القدس خارج أراضيها،  لكنها الآن تطالب بالسيادة على القدس باستثناء الأماكن المقدسة.  

## كيان القدس المستقلفي القرارين 181 و194

### القرارات 181
تم اقتراح كيان القدس المستقل Corpus separatum في البداية في قرار الجمعية العامة للأمم المتحدة رقم 181 (II) المؤرخ بتاريخ 29 نوفمبر 1947، والذي يشار إليه عادة باسم خطة التقسيم التابعة للأمم المتحدة. شريطة أن:
«الدول العربية واليهودية المستقلة والنظام الدولي الخاص لمدينة القدس... ساري المفعول في فلسطين بعد شهرين من إخلاء القوات المسلحة لسلطة الانتداب، ولكن بفترة لا تتجاوز تاريخ 1 أكتوبر 1948».
سيصبح جميع السكان تلقائيًا «مواطنين في مدينة القدس»، إلا إذا اختاروا الحصول على جنسية الدولة العربية أو اليهودية.

### فشل الخطة
لم يتم تنفيذ خطة التقسيم على أرض الواقع. لم يتخذ البريطانيون أي إجراءات لإقامة النظام الدولي وغادروا المدينة في 14 مايو، تاركين فراغا في السلطة،  مع اندلاع الحرب بين الدول العربية المجاورة ودولة إسرائيل المعلنة حديثًا.
انتهت معركة القدس بسيطرة إسرائيل على القدس الغربية وسيطرة شرق الأردن على القدس الشرقية. في 2 أغسطس 1948، أعلنت حكومة إسرائيل أن القدس الغربية منطقة تحت إدارة إسرائيل.

### القرارات 194
في ضوء الفشل في تنفيذ خطة التقسيم، بما في ذلك استمرار الصراع العربي الإسرائيلي، وافقت الجمعية العامة للأمم المتحدة على القرار 194 في 11 ديسمبر 1948 بتشكيل لجنة التوفيق التابعة للأمم المتحدة، والتي أختصت مهامها بتنفيذ النظام الدولي للقدس منطقة. ينص القرار 194 على التوجيهات التالية في المواد 7 و8 و9:
مبدأ إشراف الأمم المتحدة
يقرر أن الأماكن المقدسة... في فلسطين ينبغي حمايتها وضمان حرية الوصول إليها... ؛ يجب أن تخضع الترتيبات لتحقيق هذه الغاية لإشراف الأمم المتحدة الفعال... عند تقديم... مقترحاتها التفصيلية لنظام دولي دائم لأرض القدس، ينبغي أن تتضمن التوصيات بشأن الأماكن المقدسة في تلك الأرض؛ . . .
المنطقة والسيادة
تقرر، نظرًا لارتباطها بثلاثة أديان عالمية، منطقة القدس، بما في ذلك بلدية القدس الحالية بالإضافة إلى القرى والبلدات المحيطة، والتي ستكون أبو ديس أقصاها شرقًا؛ أقصى الجنوب، بيت لحم. أفصاها غربا، عين كريم (بما في ذلك المنطقة المبنية من موتسا)؛ وأقصاها شمالا، شعفاط، يجب أن تعامل معاملة خاصة ومنفصلة عن بقية فلسطين وينبغي أن تخضع لسيطرة فعالة من الأمم المتحدة؛ 
نزع السلاح
يطلب إلى مجلس الأمن اتخاذ المزيد من الخطوات لضمان تجريد القدس من السلاح في أقرب وقت ممكن؛
سيطرة منفصلة
يأمر لجنة التوفيق بأن تقدم إلى الدورة العادية الرابعة للجمعية العامة مقترحات مفصلة لنظام دولي دائم لمنطقة القدس، والذي سيوفر أقصى قدر من الحكم الذاتي المحلي للمجموعات المميزة بما يتماشى مع الوضع الدولي الخاص لمنطقة القدس؛
منسق الأمم المتحدة
لجنة التوفيق مخولة بتعيين ممثل للأمم المتحدة يتعاون مع السلطات المحلية فيما يتعلق بالإدارة المؤقتة لمنطقة القدس؛
التمكن من
يقرر أنه، ريثما يتم الاتفاق على ترتيبات أكثر تفصيلا بين الحكومات والسلطات المعنية، ينبغي منح حرية الوصول إلى القدس عن طريق البر أو السكك الحديدية أو الجو بحرية لجميع سكان فلسطين؛
محاولات لإعاقة حق الوصول
يكلف لجنة التوفيق بأن تقدم تقريراً فوريًا إلى مجلس الأمن، لاتخاذ أي إجراء مناسب من قبل هذا الجهاز، عن أي محاولة يقوم بها أي طرف لإعاقة هذا الوصول؛

## مزيد من التطورات
في نهاية حرب 1948-1949، بموجب اتفاق الهدنة، تم وضع خط ترسيم الهدنة، الذي تخضع فيه القدس الغربية لسيطرة إسرائيل اما الضفة الغربية بأكملها والقدس الشرقية فتكون تحت سيطرة شرق الأردن. في رسالة مؤرخة 31 مايو 1949، أبلغت إسرائيل لجنة الأمم المتحدة المعنية بالقدس بأنها تعتبر محاولة أخرى لتنفيذ القدس الموحدة في ظل النظام الدولي «غير عملي» وتفضل سيناريو بديل للأمم المتحدة تقسم القدس فيه إلى مناطق يهودية وعربية.
في 27 أغسطس 1949، قدمت لجنة القدس، وهي لجنة فرعية لمؤتمر لوزان لعام 1949، مسودة نص لخطة لتنفيذ النظام الدولي. تصورت الخطة أن تكون القدس منزوعة السلاح مقسمة إلى منطقة يهودية وعربية، دون التأثير على جنسية سكانها. وأشار إلى أن اللجنة قد تخلت عن المبدأ الأصلي المتمثل في كيان القدس المستقل corpus separatum. القدس لن تكون عاصمة لا لإسرائيل ولا لدول العربية. في 1 سبتمبر 1949، قدمت لجنة التوفيق، برئاسة الولايات المتحدة الأمريكية، الخطة إلى الجمعية العامة. لم تقبل الجمعية العامة الخطة ولم يتم مناقشتها.
في 5 ديسمبر 1949، أعلن رئيس الوزراء الإسرائيلي بن غوريون القدس اليهودية (أي القدس الغربية) جزء لا ينفصل عن دولة إسرائيل. وأعلن أيضًا أن إسرائيل لم تعد ملزمة بالقرار 181 واعتبار القدس كيان منفصل corpus separatum باطل، على أساس أن الأمم المتحدة لم تف بضماناتها الأمنية لشعب القدس بموجب هذا الاتفاق. بعد أربعة أيام، في 9 ديسمبر 1949، أقرت الجمعية العامة القرار 303 الذي أكد من جديد عزمها على وضع القدس تحت نظام دولي دائم باعتبارها كيانا منفصلاً وفقًا لخطة التقسيم التي أصدرتها الأمم المتحدة لعام 1947. طلب القرار من مجلس الوصاية أن يكمل إعداد النظام الأساسي للقدس دون تأخير. في 4 أبريل 1950، وافق مجلس الوصاية على مشروع النظام الأساسي لمدينة القدس، والذي تم تقديمه إلى الجمعية العامة في 14 يونيو 1950. يتوافق النظام الأساسي مع خطة التقسيم المؤرخة بتاريخ 29 نوفمبر 1947. على اية حال لا يمكن تنفيذه.

## الدعم الدولي
لم تلغي الأمم المتحدة أبدًا القرارين 181 و194، اللذين لا يزالان يمثلان الموقف الرسمي المتمثل في وجوب وضع القدس في ظل نظام دولي خاص. ومع ذلك، قال الأمين العام بان كي مون في 28 أكتوبر 2009 إن القدس يجب أن تكون عاصمة لكل من إسرائيل وفلسطين.

### الاتحاد الأوربي
يواصل الاتحاد الأوروبي دعم تدويل القدس وفقًا لخطة التقسيم التي أصدرتها الأمم المتحدة عام 1947 ويعتبر أن القدس تتمتع بوضع كيان منفصل.

### الولايات المتحدة الأمريكية
في 23 أكتوبر 1995، أقر الكونغرس تشريع سفارة القدس حيث قال الكونجرس «يجب الاعتراف بالقدس عاصمة لدولة إسرائيل؛ ويجب إنشاء سفارة الولايات المتحدة في إسرائيل في القدس في موعد لا يتجاوز 31 مايو 1999». منذ عام 1998، تم تعليق اقتراح الكونجرس بنقل السفارة من تل أبيب كل ستة شهور من قبل كل رئيس حالي، في كل مرة يقول فيها إن هذا «ضروري لحماية مصالح الأمن القومي للولايات المتحدة».
في حملته الرئاسية، أعلن دونالد ترامب أنه سينقل السفارة الأمريكية إلى القدس. كرئيس، قال في مقابلة في فبراير 2017 لصحيفة إسرائيل هيوم الإسرائيلية إنه كان يدرس هذه القضية. بينما قرر ترامب في مايو عدم نقل السفارة إلى القدس «في الوقت الحالي»، لتجنب استفزاز الفلسطينيين،  في 6 ديسمبر 2017، اعترف بالقدس عاصمة لإسرائيل وبدأ عملية نقل السفارة إلى المدينة.
نظرًا لأن الكونغرس الأمريكي لا يتحكم في السياسة الخارجية للولايات المتحدة، على الرغم من قانون السفارة، فإن الوثائق والمواقع الرسمية الأمريكية لا تشير إلى القدس كعاصمة لإسرائيل.

### الكرسي الرسولي
سبق للكرسي الرسولي أن أعرب عن دعمه لوضع القدس ككيان مستقل. كان البابا بيوس الثاني عشر من بين أول من قدم مثل هذا الاقتراح في نشرة Redemptoris nostri cruciatus لعام 1949. تم اقتراح إعادة طرح هذه الفكرة لاحقًا خلال حُلَم يوحنا الثالث والعشرين وبولس السادس ويوحنا بولس الثاني.

### القنصليات في القدس
تحتفظ مختلف الدول بالقنصليات العامة في القدس. هذه تعمل بطريقة فريدة من نوعها، في تباين كبير مع الممارسة الدبلوماسية العادية. الدول التي تحتفظ بهذه القنصليات لا تعتبرها بعثات دبلوماسية لإسرائيل أو للسلطة الفلسطينية، بل بعثات دبلوماسية إلى القدس. حيث يوجد لدى هذه الدول أيضًا سفارات لإسرائيل، وعادة ما تكون موجودة في تل أبيب، فإن القنصل الذي يتخذ من القدس مقراً له لا يخضع للسفير في تل أبيب (كما هو الحال في الاستخدام الدبلوماسي العادي) بل يخضع مباشرة لوزارة الخارجية في البلاد. يمكن اعتبار هذا الوضع الدبلوماسي الفريد، إلى حد ما، على أنه يعكس مجموعة الأحكام التي لم تظهر إلى حيز الوجود.

## الوضع بعد عام 1967

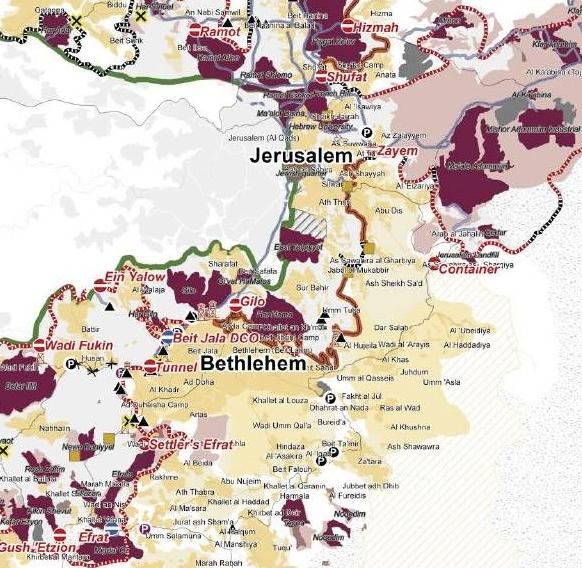
أنماط الاستيطان في نفس المنطقة في عام 2006. يشير اللون الأرجواني إلى التركيزات اليهودية والبرتقال يشير إلى التركيزات العربية الفلسطينية.

أقر الكنيست الإسرائيلي قانون القدس الذي أعلن أن القدس الموحدة عاصمة لإسرائيل في عام 1980، على الرغم من أن شرط «وحدة القدس الكبرى (يروشلايم رباطي) في حدودها بعد حرب الأيام الستة لن يُسقط». الفاتورة الأصلية. أدان قرار مجلس الأمن التابع للأمم المتحدة رقم 478 المؤرخ 20 أغسطس 1980 هذا ولم تقم أي دولة بتحديد سفاراتها في القدس،  حتى نقلت الولايات المتحدة سفارتها من تل أبيب في عام 2018.
بعد حرب الأيام الستة عام 1967، سيطرت إسرائيل أيضًا عسكريا على القدس الشرقية  والضفة الغربية. وسعت إسرائيل الحدود البلدية للقدس المدارة (التي يشار إليها الآن على نطاق واسع بالقدس المحتلة) والتي لم يتم الاعتراف بها دولياً. الحدود البلدية الحالية للقدس ليست هي نفسها حدود مجموعة الفصل المنصوص عليها في خطة التقسيم ولا تشمل، على سبيل المثال، بيت لحم أو موتزا أو أبو ديس.
في العديد من القرارات، أعلنت الأمم المتحدة أن كل إجراء يغير وضع القدس غير قانوني وبالتالي لاغٍ وليس له أي صلاحية. كان القرار الأخير من هذا القبيل هو القرار 66/18 المؤرخ 30 نوفمبر 2011.

## في الخيال
من بين المآثر الصعبة العديدة التي ينسبها توم كلانسي إلى شخصيته المتكررة جاك ريان هو التنفيذ الفعلي لقانون القدس الإفتراضي. في فيلم The Sum of All Fears، يتمكن ريان من نزع فتيل أزمة خطيرة عن طريق إقناع الإسرائيليين والفلسطينيين بـ "خطة لتحويل القدس إلى حكومة مستقلة شبيهة بالفاتيكان تديرها محكمة من القادة اليهود والمسلمين والمسيحيين"، والذي يتم ضمانه من قبل وحدة مستقلة من الحرس السويسري ".